# Liptena modestissima
Liptena modestissima är en fjärilsart som beskrevs av Hans Rebel 1919. Liptena modestissima ingår i släktet Liptena och familjen juvelvingar. Inga underarter finns listade i Catalogue of Life.